# Repertoire (Oper)
Der Begriff des Repertoires im Opernbetrieb bezeichnet in engerem Sinne die Gesamtheit musikalisch einstudierter Werke, die von einem Musiktheaterensemble gespielt und vorgeführt werden kann.
Dabei schöpft ein Musiktheater aus einer Zusammenstellung von Opernwerken, denen ein herausgehobener künstlerischer Wert bzw. eine wesentliche, normsetzende und zeitüberdauernde Stellung zugeschrieben wird. Diese allgemeine Aufstellung umschreibt in weiterem Sinne den Begriff des Opernrepertoires. Dieser kann sich auf eine Region, ein Land oder einen Sprachraum beziehen. Bereits im 18. Jahrhundert waren erfolgreiche Werke auf den Bühnen der ganzen Welt vertreten. Die Existenz eines internationalen Opernrepertoires lässt sich an der globalen Verbreitung bestimmter Opernwerke belegen. Die Online-Datenbank Operabase führt seit Jahrzehnten entsprechende Statistiken auf.
Darüber hinaus wird zwischen einem Kernrepertoire und einem nachgeordneten Nebenrepertoire (bzw. erweiterten Repertoire) unterschieden. Im Fall der am häufigsten aufgeführten Opern spricht man auch von ABC-Opern (auf „Aida“ folgen „Bohème“ und „Carmen“). Bei einer Reihe von Streitfällen – etwa innerhalb der Berliner Opernstiftung – besteht Uneinigkeit darüber, ob sie zum Kern- oder Nebenrepertoire zählen. Dazu gehören die Verdi-Opern Ein Maskenball, Die Macht des Schicksals und Nabucco. Gleichwohl spiegelt sich in der Auseinandersetzung ein gewisses Maß an Willkür in der Zuordnung.
Ob eine neue Oper in das Repertoire aufgenommen wird, entscheidet sich häufig erst nach Jahren oder Jahrzehnten. Ausschlaggebend ist nicht alleine die künstlerische Qualität, sondern auch die Regelmäßigkeit der Aufführungen. Ob es zu Wiederaufführungen kommt, hängt nicht zuletzt von der Nachfrage und dem Interesse des Opernpublikums ab. Bei einer zeitgenössischen Oper kommt es laut Udo Bermbach darauf an, dass sie „in scharfem Kontrast zum gängigen Opernrepertoire steht und damit Neugier auf das ästhetisch Andere weckt“ – Voraussetzung für dieses Spannungsfeld ist allerdings die „Existenz des traditionellen, gleichsam musealen Opernrepertoires.“
Freilich ist das klassische Opernrepertoire keineswegs museal erstarrt. Im Vorwort der 40. Auflage von Reclams Opernführers erörtert Herausgeber Rolf Fath die Veränderungen des Repertoires und weist auf „Ausgrabungswellen und Renaissancen“ hin. Manche Werke, die als gesetzt galten, wurden entfernt, andere erfreuen sich eines Comebacks. Händel und Rameau seien nunmehr dem Operninteressierten ebenso gegenwärtig wie die Opern von Zemlinsky, Schreker oder Korngold. Einerseits spiegelt sich das gegenwärtig gültige Repertoire in den jeweils neusten Editionen etablierter Opernführer wider. Andererseits wirken die Opernführer vermittels ihrer Auswahl am Diskurs der künstlerischen Stellung bestimmter Werke aktiv mit. Im Fall von Reclams Opernführer weist Fath darauf hin, den „Komplex der Barockoper etwas breiter anzulegen als bisher, die sogenannte Belcanto-Oper wie auch die Oper des 20. und des beginnenden 21. Jahrhunderts deutlicher zu präsentieren“.
Renaissancen von Werken, die zwischendurch aus dem Repertoire verschwunden waren, sind mitunter dem Engagement einzelner Kunsthistoriker oder Künstler zu verdanken. So hat etwa Oscar Hagen Anfang des 20. Jahrhunderts die Opern von Händel für das internationale Repertoire dauerhaft wiederentdeckt. Und Maria Callas hat einen großen Anteil an der Wiederentdeckung der Belcanto-Oper geleistet.

## Liste der fünfzig meistgespielten Opern weltweit (Saison 2019/2020)
(Komponist, Werk, Anzahl Aufführungen/Anzahl Inszenierungen)

1. Verdi, La traviata 720/160
2. Bizet, Carmen 640/154
3. Puccini, La bohème 550/128
4. Verdi, Rigoletto 500/126
5. Mozart, Don Giovanni 496/108
6. Rossini, Der Barbier von Sevilla 486/112
7. Puccini, Madama Butterfly 482/114
8. Mozart, Die Zauberflöte 476/91
9. Puccini, Tosca 448/142
10. Mozart, Le nozze di Figaro 430/92
11. Verdi, Aida 347/97
12. Puccini, Turandot 301/73
13. Verdi, Nabucco 282/69
14. Donizetti, L’elisir d’amore 280/82
15. Tschaikowsky, Eugen Onegin 269/78
16. Humperdinck, Hänsel und Gretel 257/50
17. Leoncavallo, Pagliacci 254/79
18. Beethoven, Fidelio 206/44
19. Dvořák, Rusalka 197/31
20. Offenbach, Les contes d'Hoffmann 192/38
21. Rossini, La Cenerentola 186/43
22. Mozart, Così fan tutte 186/42
23. Mascagni, Cavalleria rusticana 186/55
24. Verdi, Il trovatore 171/49
25. Donizetti, Lucia di Lammermoor 168/44
26. Gounod, Faust 167/38
27. Verdi, Un ballo in maschera 164/44
28. Donizetti, Don Pasquale 151/37
29. Verdi, Don Carlo 140/30
30. R. Strauss, Salome 135/31
31. Tschaikowsky, Pikovaya Dama 123/38
32. R. Wagner, Der fliegende Holländer 118/27
33. Gluck, Orfeo ed Euridice 117/26
34. Verdi, Macbeth 115/35
35. Verdi, Falstaff 115/24
36. Puccini, Gianni Schicchi 106/34
37. R. Wagner, Richard/Tristan und Isolde 105/27
38. R. Wagner, Richard/Die Walküre 99/33
39. R. Strauss, Der Rosenkavalier 98/16
40. Verdi, Otello 95/27
41. Mozart, Die Entführung aus dem Serail 94/21
42. R. Wagner, Lohengrin 90/20
43. Smetana, Prodaná nevěsta 86/15
44. Weill, Die Dreigroschenoper 86/7
45. Gounod, Roméo et Juliette 83/24
46. R. Wagner, Das Rheingold 83/24
47. Weber, Der Freischütz 82/17
48. R. Strauss, Ariadne auf Naxos 76/18
49. Händel, Alcina 76/14
50. Piazzolla, María de Buenos Aires 72/10